# Савельев, Владимир Дмитриевич
Влади́мир Дми́триевич Саве́льев (1899—1956) — советский актёр. Заслуженный артист РСФСР (1949).

## Биография
Родился 17 (29) апреля 1899 года в Москве. В 1924 году окончил Высшие театральные мастерские при Малом театре. В 1924—1935 годах был артистом Студии Малого театра (Новый театр). С 15 февраля 1935 года — в труппе ГАМТ.
Умер 9 апреля 1956 года. Похоронен в Москве на Пятницком кладбище.

## Творчество

### Театральные работы
- 1935 — «Соло на флейте» И. К. Микитенко — Убейбатько[2]; «Бойцы» Б. С. Ромашова — командующий округом (ввод)
- 1936 — «Отелло» Шекспира — Монтано (ввод); «Семья Волковых» Д. И. Давурина — Волков; «Женитьба Белугина» А. Н. Островского, Н. Я. Соловьева — Сыромятов (ввод); «Не было ни гроша, да вдруг алтын» А. Н. Островского — Епишкин (ввод)
- 1937 — «Борис Годунов» А. С. Пушкина — Басманов; «Коварство и любовь» Шиллера — Президент
- 1938 — «Любовь Яровая» К. А. Тренёва — Малинин; «Горе от ума» А. С. Грибоедова — Сергей Сергеевич Скалозуб (ввод)
- 1939 — «Богдан Хмельницкий» А. Е. Корнейчука — Кошевой, князь Трубецкой'
- 1940 — «Евгения Гранде» Бальзака — де Грассен (ввод); «Бешеные деньги» А. Н. Островского — Савва Геннадьевич Васильков (ввод)
- 1941 — «Варвары» М. Горького — Исправник
- 1942 — «Отечественная война 1812 года» по роману Л. Н. Толстого — Мюрат; «Евгения Гранде» Бальзака — де Грассен (ввод); «Фронт» А. Е. Корнейчука — Свечка
- 1943 — «Игра интересов» Х. Бенавенте — Капитан; «Нашествие» Л. М. Леонова — Виббель (ввод)
- 1944 — «Инженер Сергеев» В. Н. Рокка — Волошин
- 1945 — «Иван Грозный» А. Н. Толстого — Воротынский (ввод)
- 1946 — «Сотворение мира» Н. Ф. Погодина — Танкист (ввод);
- 1947 — «Двенадцатая ночь» Шекспира — сэр Тоби (ввод); «На белом свете» П. Ф. Нилина — Волков
- 1948 — «Волки и овцы» А. Н. Островского — Влас (ввод)
- 1949 — «Ревизор» Н. В. Гоголя. Режиссёр: Вениамин Цыганков — почтмейстер Иван Кузьмич Шпекин[3]; «Горе от ума» А. С. Грибоедова — Платон Михайлович Горич; «Московский характер» А. В. Софронова — Игнат Степанович Кривошеин (ввод); «Великая сила» Б. С. Ромашова — Шибанов (ввод)
- 1949 — «Наш современник» К. Г. Паустовского — Шкипер итальянец; «Заговор обреченных» Н. Е. Вирты — Яков Ясса (ввод); «Доходное место» А. Н. Островского — Антон (ввод); «Коварство и любовь» Шиллера — Президент (ввод); «Наш современник» К. Г. Паустовского — граф Воронцов (ввод); «Незабываемый 1919-й» В. В. Вишневского — Зейдлиц
- 1950 — «Голос Америки» Б. А. Лавренёва — 5-й рядовой Джонни; «Люди доброй воли» Г. Д. Мдивани — Браун
- 1951 — «Евгения Гранде» О. Бальзака — де Грассен (ввод); «Живой труп» Л. Н. Толстого — Коротков
- 1952 — «Ревизор» Н. В. Гоголя — Уховёртов
- 1953 — «Рюи Блаз» В. Гюго — дон Гуритан; «Горе от ума» А. С. Грибоедова — Сергей Сергеевич Скалозуб; «Порт-Артур» И. Ф. Попова, А. Н. Степанова — А. В. Фок
- 1954 — «Опасный спутник» А. Д. Салынского — Белышев (ввод)
- 1955 — «Ванина Ванини» по Стендалю — Кардинал Катанцара (ввод)

### Фильмография
- 1932 — Солнце восходит на западе
- 1947 — Голубые дороги — матрос
- 1949 — Падение Берлина — Гитлер
- 1950 — Секретная миссия — Гитлер
- 1952 — Композитор Глинка — Карл Иванович, вельможа
- 1953 — Варвары — исправник
- 1953 — Серебристая пыль — американский генерал

## Награды и премии
- Орден Трудового Красного Знамени (6 марта 1950 года) — за выдающиеся заслуги в развитии советской кинематографии, в связи с 30-летием[4].
- Заслуженный артист РСФСР (1949)
- Сталинская премия первой степени (1950) — за исполнение роли Гитлера в фильме «Падение Берлина» (1949)